# Italochrysa turneri
Italochrysa turneri là một loài côn trùng trong họ Chrysopidae thuộc bộ Neuroptera. Loài này được Kimmins miêu tả năm 1948.